# Естер (Аляска)
Естер (англ. Ester) — переписна місцевість (CDP) в США, в окрузі Фербенкс-Норт-Стар штату Аляска. Населення — 2416 осіб (2020).

## Географія
Естер розташований за координатами 64°52′45″ пн. ш. 148°2′28″ зх. д. / 64.87917° пн. ш. 148.04111° зх. д. (64.879053, -148.041159).  За даними Бюро перепису населення США в 2010 році переписна місцевість мала площу 166,55 км², з яких 166,42 км² — суходіл та 0,13 км² — водойми.

## Демографія
Згідно з переписом 2010 року, у переписній місцевості мешкали 2422 особи в 1069 домогосподарствах у складі 534 родин. Густота населення становила 15 осіб/км².  Було 1229 помешкань (7/км²).
Расовий склад населення:
| - 84,6 % — білих - 6,7 % — корінних американців - 2,1 % — чорних або афроамериканців - 1,2 % — азіатів - 0,2 % — вихідців з тихоокеанських островів |

До двох чи більше рас належало 4,6 %. Частка іспаномовних становила 3,3 % від усіх жителів.
За віковим діапазоном населення розподілялося таким чином: 18,8 % — особи молодші 18 років, 74,2 % — особи у віці 18—64 років, 7,0 % — особи у віці 65 років та старші. Медіана віку мешканця становила 35,5 року. На 100 осіб жіночої статі у переписній місцевості припадало 120,0 чоловіків;  на 100 жінок у віці від 18 років та старших — 122,3 чоловіків також старших 18 років.
Середній дохід на одне домашнє господарство  становив 83 273 долари США (медіана — 68 163), а середній дохід на одну сім'ю — 112 778 доларів (медіана — 106 406). Медіана доходів становила 63 045 доларів для чоловіків та 46 905 доларів для жінок. За межею бідності перебувало 9,1 % осіб, у тому числі 0,0 % дітей у віці до 18 років та 0,0 % осіб у віці 65 років та старших.
Цивільне працевлаштоване населення становило 1809 осіб. Основні галузі зайнятості: освіта, охорона здоров'я та соціальна допомога — 35,1 %, публічна адміністрація — 18,2 %, мистецтво, розваги та відпочинок — 10,7 %, будівництво — 7,8 %.